# کانادا دراگز
کانادا دراگز که همچنین با آدرس آن یعنی CanadaDrugs.com نیز شناخته می‌شود، یک داروخانه آنلاین در وینییپیگ، مانیتوبا بود.
در سال ۲۰۰۱ میلادی توسط داروساز سابق مانیتوبا، کریستیان تورکلسون، به عنوان شاخهٔ از زنجیرهٔ متشکل از چهار داروخانه محلی، به نام فروشگاه نسخه، در وینیپگ راه اندازی شد. با توجه به این‌که این شرکت یکی از اولین شرکت‌ها در صنعت داروسازی اینترنتی کانادایی است که به‌طور ناگهانی در حال رشد است. تورکلسون به عنوان یک «پیش‌گام داروخانه اینترنتی» مورد ستایش قرار گرفت.
این داروخانه در نهایت به بزرگ‌ترین داروخانه کانادا تبدیل شد و خدمات نسخه را در سراسر جهان ارائه نمود و بیش از ۱٬۰۰۰٬۰۰۰ نسخه بین‌المللی و کانادایی را از طریق امکانات سفارش پُستی خود پُر کرده بود.
در ۱۳ ژوئیه ۲۰۱۸، در نتیجه اتهامات دولت ایالات متحده برای واردات داروهای تقلبی و تأیید نشده بین سال‌های ۲۰۰۹ و ۲۰۱۲ به ایالات متحده بسته شد. دادستان‌های آمریکایی این شرکت را متهم کردند که حداقل ۷۸ میلیون دلار از طریق واردات غیرقانونی به دست آورده‌است، از جمله دو نسخه تقلبی داروهای سرطان، آواستین و آلتوزان که حاوی هیچ ماده مؤثر نبودند.

## مبدأ
کانادا دراگز در سال ۲۰۰۱ میلادی توسط داروساز سابق مانیتوبا، کریستیان تورکلسون، به عنوان شاخهٔ از زنجیرهٔ متشکل از چهار داروخانه محلی، به نام فروشگاه نسخه، در وینیپگ راه اندازی شد. با توجه به این‌که این شرکت یکی از اولین شرکت‌ها در صنعت داروسازی اینترنتی کانادایی است که به‌طور ناگهانی در حال رشد می‌باشد، تورکلسون به عنوان یک «پیش‌گام داروخانه اینترنتی» مورد ستایش قرار گرفت.
علاوه بر تورکلسون، چندین دانش‌آموخته دیگر از دانشگاه مانیتوبا، سال تحصیلی ۱۹۹۱ میلادی، نیز وارد صنعت داروسازی اینترنتی پرسود مانیتوبا شدند. درست پس از فارغ‌التحصیلی، تورکلسون و هم‌کلاسی‌اش دارن جورجنسون هر کدام ۷۵۰۰ دلار کنار هم گذاشتند تا یک داروخانه در وینیپگ نورث اند بخرند. آن‌ها تا سال ۱۹۹۴ راه‌های جداگانهٔ را در پیش گرفتند و شرکت‌های جدید خود را ایجاد کردند که داروهای نسخهٔ را به صورت آنلاین – بیشتر به آمریکایی‌ها می‌فروشند.
تورکلسون در سال ۲۰۰۶ میلادی، ۵۰۰٬۰۰۰ دلار را به برنامه داروسازی دانشگاه مانیتوبا اهدا کردند که آن‌ها نیز لابراتواری را به نام او نامگذاری نمودند.

## واردات غیرقانونی
در ۱۴ فوریه ۲۰۱۲، شرکت داروسازی Hoffmann-La Roche و واحد بیوتکنولوژی ایالات متحده Genentech اعلام کردند که داروهای تقلبی سرطان Avastin در ایالات متحده توزیع شده‌است. سازمان غذا و داروی ایالات متحده (FDA) همچنین کریستیان تورکلسون، بنیان‌گذار Canada Drugs را در تحقیقات نام برد. با این حال، CanadaDrugs.com بیانیهٔ صادر کرد و تأکید کرد که هیچ ارتباطی با پرونده Avastin ندارد زیرا این شرکت آن دارو را نمی‌فروشد. در همین حال، در سال ۲۰۱۳، پل باتملی آمریکایی در ارتباط با این پرونده به جرم خود اعتراف کرد.
در نوامبر ۲۰۱۴، مقامات ایالات متحده شش مرد کانادایی را به قاچاق کالا به ایالات متحده، توطئه و پول‌شویی بین‌المللی متهم کردند: وینیپگرز کریستیان تورکلسون، توماس هاتون، رونالد سیگوردسون، دارن چالوس، تروی ناکامورا و جیمز ترومن ساکن بریتیش کلمبیا. تورکلسون بنیان‌گذار کانادا دراگز است؛ هاتون، برادرزن تورکلسون، مالک چندین شرکت توزیع دارو در باربادوس و بریتانیا بود. سیگوردسون به عنوان مدیر ارشد مالی برای کانادا دراگز معرفی گردید. و چالوس و ناکامورا مدیران فروش دارو برای چندین شرکت بودند. مرد دیگری به نام رام کامات نیز در اتهامات مربوط به کانادا دراگز نام برده شد اما در سال ۲۰۱۵ در ازای همکاری با مقامات، تنها اتهام قاچاق او لغو شد.
این دادخواهی، CanadaDrugs.com را به توزیع دو داروی تقلبی سرطان - آواستین و آلتوزان (نسخه ترکی دارو) – که هیچ ماده فعالی نداشتند، در اقدامات پزشکی در ایالات متحده ارتباط می‌داد. ادعا بر این بود که این شرکت به جای گزارش دادن نقض زنجیره تأمین به FDA، سعی در پنهان‌کردن این موضوع داشته‌است.
وزارت بهداشت کانادا مجوز تأسیس داروی CanadaDrugs.com را در سال ۲۰۱۴ به حالت تعلیق درآورد و این شرکت را از فروش داروهای نسخهٔ به داروخانه‌ها تا زمانی که نگرانی‌های این اداره برطرف نشده، منع کرد. پس از بازرسی «عمل تولید خوب» توسط این وزارت، این مجوز در ۳ اوت ۲۰۱۶ دوباره برقرار شد.
در سال ۲۰۱۵، افسران RCMP بر دفاتر CanadaDrugs.com در وینیپیگ هجوم برده و باعث شدند تا دارایی‌های آن در یک حساب بانکی ضبط شود.
در سال ۲۰۱۵ میلادی، دولت ایالات متحده کانادا دراگز را به اتهام وارد نمودن داروهای تقلبی و سایر داروهای غیرمجاز به ایالات متحده میان سال‌های ۲۰۰۹ و ۲۰۱۲ میلادی متهم کرد. دادستان‌های ایالات متحده این افراد و همچنین شرکت و شرکت‌های وابسته به آن را در بریتانیا و باربادوس متهم کردند که حداقل ۷۸ میلیون دلار از طریق واردات غیرقانونی به دست آورده‌اند. دادستان، شرکت وابسته در بریتانیا، River East Supplies را به جعل اسناد گمرکی برای مخفی کردن محصول متهم نمود. این پرونده در مونتانا رسیدگی شد، جاییکه کانادا دراگز شرکت دیگری را در سال ۲۰۰۹ برای موجودی دارو و فهرست مشتریان‌ش خریداری کرده بود.
در سال ۲۰۱۷ میلادی، این شش مرد در مانیتوبا و بریتیش کلمبیا بر اساس قانون استرداد کانادا در ۱۴ و ۱۵ ژوئن دستگیر شدند. آن‌ها پس از آن با قرار وثیقه آزاد شدند. در این زمان، CanadaDrugs.com هنوز در حال فعالیت بود و توسط کالج داروسازان مانیتوبا مجوز داشت.
در ۱۳ آوریل ۲۰۱۸، CanadaDrugs.com به ۵ سال تعلیق و پرداخت ۳۴ میلیون دلار جریمه و ضبط محکوم شد. این شرکت و دو شرکت تابعه خارج از کشور موافقت کردند که به جرم معرفی داروهای نام تجاری نادرست در تجارت بین ایالتی اعتراف کنند. شرکت‌های تابعه نیز موافقت کردند که به جرم فروش داروهای تقلبی اعتراف کنند. تورکلسون، پذیرفت که به جرم داشتن اطلاع و پنهان‌کردن یک جنایت اعتراف کند. او به شش ماه حبس خانگی، پنج سال حبس تعلیقی و ۲۵۰ هزار دلار جریمه محکوم شد.
از CanadaDrugs.com خواسته شد تا اسامی دومین وب سایت‌های را که برای فروش غیرقانونی داروها به آمریکایی‌ها استفاده کرده بود، تسلیم دهد. در ۱۳ ژوئیه ۲۰۱۸ فعالیت‌هایش را متوقف سازد.